# Großes Privileg (Niederlande)

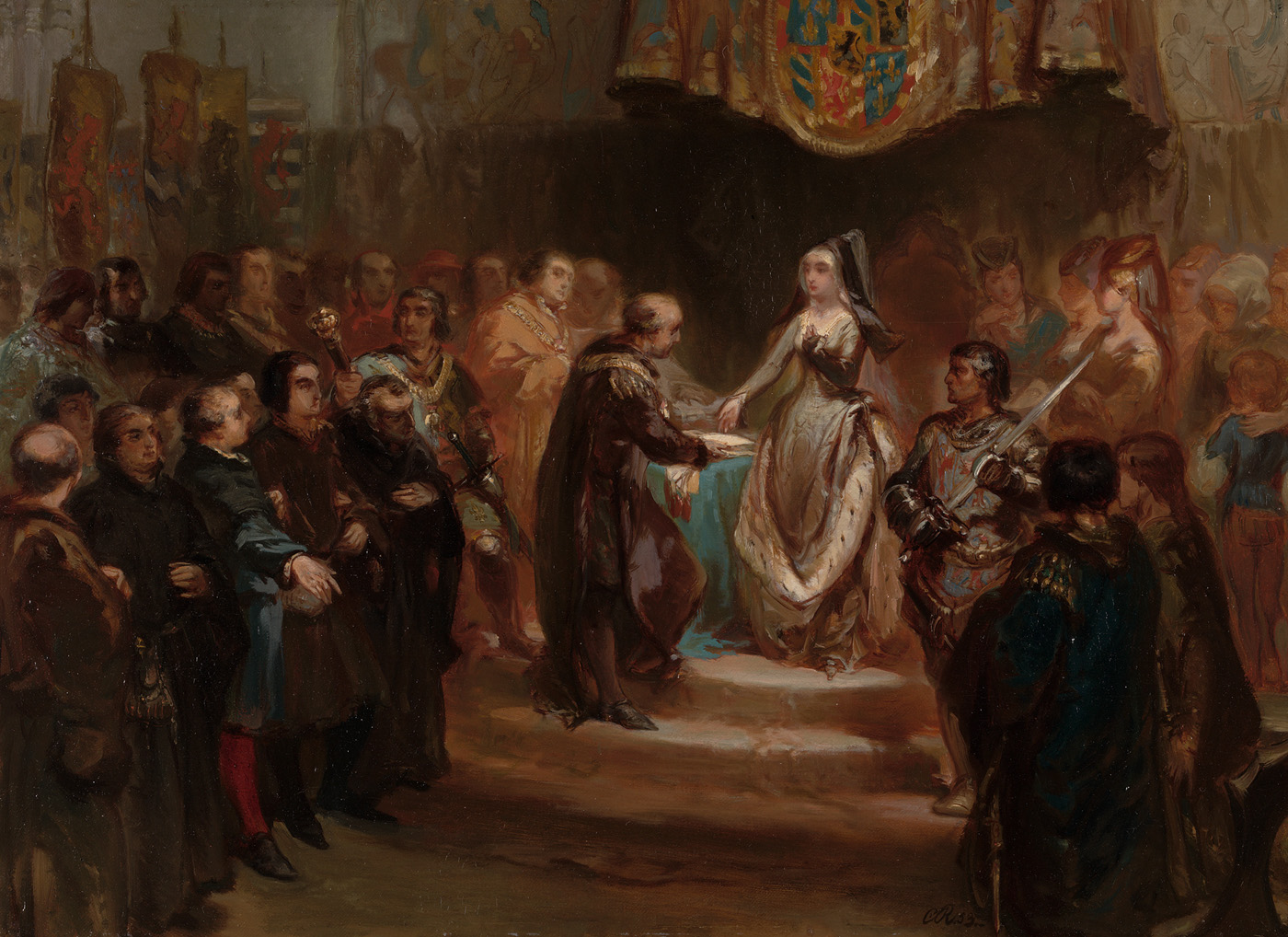
Charles Rochussen: Maria von Burgund gewährt das „Große Privileg“ (1853).

Das Große Privileg war eine Urkunde mit einer Reihe von Rechten, die Maria von Burgund am 11. Februar 1477 den Generalstaaten der Niederlande zugestand.

## Vorgeschichte
Als ihr Vater Karl der Kühne am 5. Januar 1477 in der Schlacht von Nancy fiel, wurde Maria zwanzigjährig Herzogin von Burgund. Zu dieser Zeit war sie unverheiratet, so dass sie alleine stand, um ihr Erbe gegen die benachbarten Herrscher zu verteidigen. König Ludwig XI. von Frankreich hatte bereits das Herzogtum Burgund und die Freigrafschaft Burgund besetzt und war ins Artois und in die Picardie eingefallen. Es scheint zudem, dass unter ihren Untertanen große Unzufriedenheit herrschte, was die Situation für sie nicht einfacher machte. Das Herzogtum Geldern und das Hochstift Lüttich hatten sich bereits für unabhängig erklärt. Für den 3. Februar 1477 wurde daher eiligst eine Versammlung der Generalstaaten einberufen. Die Generalstaaten waren bereit, Maria als ihre Fürstin anzuerkennen und sie finanziell zu unterstützen, forderten dafür aber eine Gegenleistung.

## Das Große Privileg

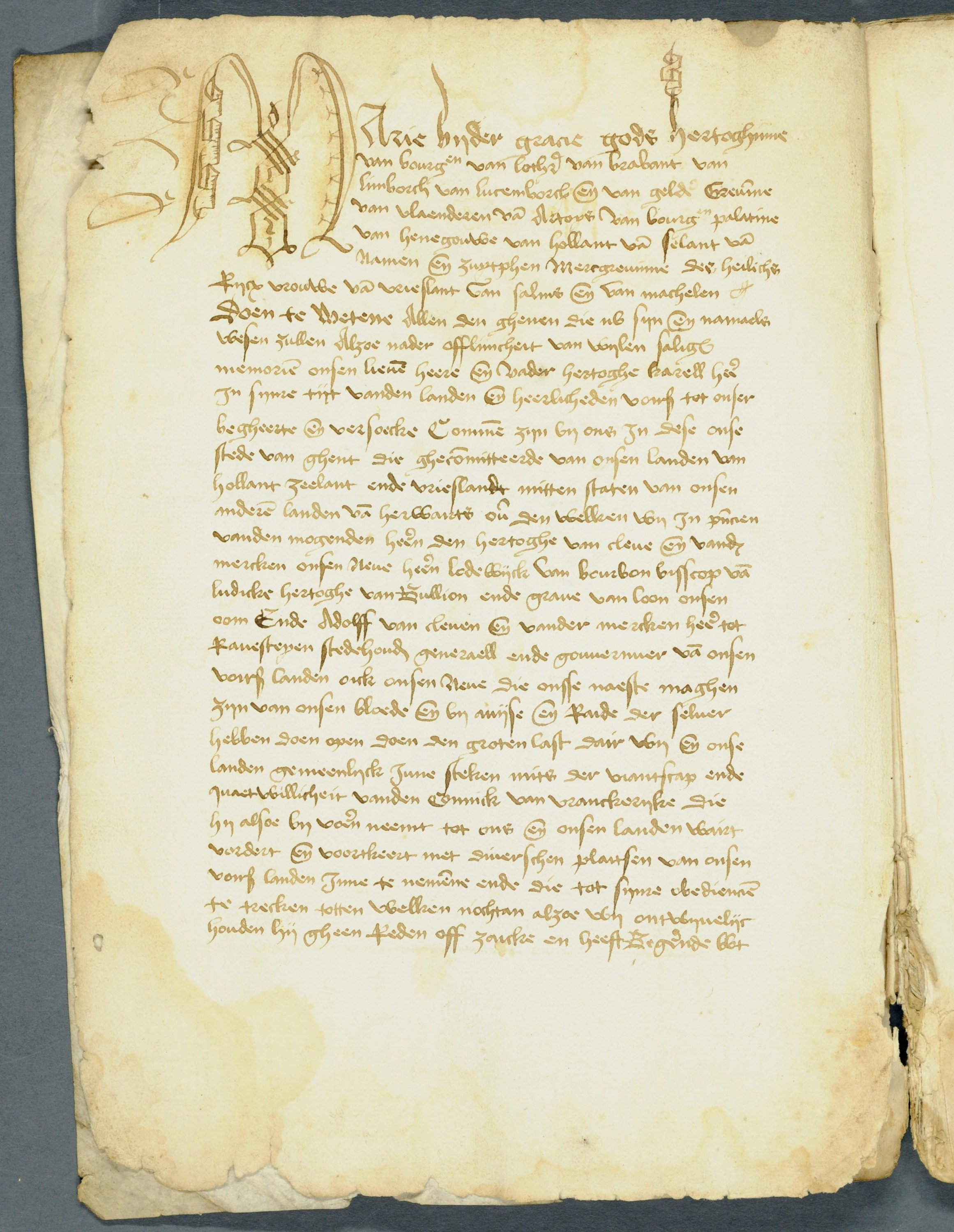
Kopie der ersten Seite des „Großen Privilegs“

Das von ihr erlassene Große Privileg kam den Wünschen und Klagen der Generalstaaten weit entgegen. Um von allen Provinzen anerkannt zu werden, erließ sie darüber hinaus noch so genannte landsprivileges, mit denen Maria auch den Forderungen einzelner Gebiete entsprach.
Die wichtigsten Punkte des Großen Privilegs waren:
- Es wurde ein Großer Rat mit 24 Mitgliedern eingesetzt, der Maria in der Verwaltung des Landes unterstützen sollte
- Die Herzogin sollte nur mit Zustimmung der Generalstaaten heiraten, Krieg erklären oder Steuern erheben
- Lediglich Einheimische durften öffentliche Ämter bekleiden
- Verdächtige dürfen lediglich von einheimischen Richtern verurteilt werden
- Die Generalstaaten erhielten ein eigenes Versammlungsrecht
- Niederländisch wurde als zweite Amtssprache zugelassen (bisher war dies ausschließlich Französisch)[1]

## Das Ende des Großen Privilegs
Die Statuten des Großen Privilegs wurden bald außer Acht gelassen. Bereits im August 1477 heiratete Maria Maximilian von Österreich gegen den Willen der Generalstaaten. Als sie 1482 als Folge eines Sturzes von ihrem Pferd starb, wurde das gesamte Privileg von den Regenten ihres Sohnes Philipp I. für ungültig erklärt.